# Anolis yoroensis
Anolis yoroensis (йорський аноліс) — вид ігуаноподібних ящірок родини анолісових (Dactyloidae). Ендемік Гондурасу.

## Поширення і екологія
Йорські аноліси мешкають в горах Номбре-де-Діос в департаменті Йоро на північному заході Гондурасу. Вони живуть в сосново-дубових лісах та на тінистих кавових плантаціях, на висоті від 1180 до 1600 м над рівнем моря.

## Збереження
МСОП класифікує цей вид як такий, що перебуває під загрозою зникнення. Anolis yoroensis загрожує знищення природного середовища.